# Hwizdiwci
Hwizdiwci (ukr. Гвіздівці) – wieś na Ukrainie, w obwodzie czerniowieckim, w rejonie dniestrzańskim, w hromadzie Sokiriany. W 2001 liczyła 1732 mieszkańców.